# Lagidium wolffsohni
Lagidium wolffsohni és una espècie de mamífer rosegador de la família dels xinxíl·lids. Viu a l'Argentina i Xile. El seu hàbitat natural són els afloraments rocosos de les zones muntanyoses, a altituds de fins a uns 4.000 msnm. Està amenaçada per la caça.
Aquest tàxon fou anomenat en honor del zoòleg britànic John A. Wolffsohn, que escrigué diversos articles sobre les viscatxes.